# Aeroportul Intern Najran
Aeroportul Intern Najran (IATA: EAM, ICAO: OENG) este un aeroport din Provincia Najran, Arabia Saudită ce deservește zona Najran⁠(d). Aeroportul a fost tranzitat în 2021 de 530.915 pasageri.
Situat la o altitudine de 1.214 m, aeroportul dispune de 1 pistă.

## Infrastructură

### Piste
Aeroportul dispune de o singură pistă. Pista 06/24 are suprafața de asfalt și dimensiunile 3.050 m × 45 m. 